# 拓扑K-理论
数学中，拓扑 K-理论（topological K-theory）是代数拓扑的一个分支。它是研究一般拓扑空间上向量丛时发现的，所用的是由亚历山大·格罗滕迪克引入的现在称为（一般）K-理论的想法。早期拓扑 K-理论的工作归于迈克尔·阿蒂亚与弗里德里希·希策布鲁赫。

## 定义
拓扑 K-理论是紧豪斯多夫空间范畴的一种广义上同调理论，将一个空间上的向量丛按稳定等价分类（向量丛称为稳定等价的当且仅当同构的向量丛由向量丛与平凡向量丛的惠特尼和生成）。设 X 是一个紧豪斯多夫空间而 {\displaystyle k=\mathbb {R} } 或 {\displaystyle k=\mathbb {C} }。则 {\displaystyle K_{k}(X)} 是 X 上有限维 {\displaystyle k}-向量丛的同构类在运算
{\displaystyle [E]\oplus [F]=[E\oplus F]}，对向量丛 E 与 F，
下交换幺半群的格罗滕迪克群。通常 {\displaystyle K_{k}(X)} 在复情形记作 {\displaystyle KO(X)}，复情形记作 {\displaystyle KU(X)}。
更确切地，稳定等价，X 上丛 E 与 F 上的等价关系，定义了  K(X) 中同样的元素，出现于存在一个平凡丛 G 使得
{\displaystyle E\oplus G\cong F\oplus G.}
在向量丛的张量积下 K(X) 成为一个交换环。
向量丛的秩带入 K-群中定义了同态
{\displaystyle K(X)\to {\check {H}}^{0}(X,\mathbb {Z} )}
这里 {\displaystyle {\check {H}}^{0}(X,\mathbb {Z} )} 是切赫上同调的 0-群，等于取值于 {\displaystyle \mathbb {Z} } 中的局部常值函数群。
如果 X 有一个特殊的基点 x0，则约化 K-群（与约化同调比较）满足
{\displaystyle K(X)\cong {\tilde {K}}(X)\oplus K(\{x_{0}\})}
定义为 {\displaystyle K(X)\to K(\{x_{0}\})}（这里 {\displaystyle \{x_{0}\}\to X} 是基点包含）的核或 {\displaystyle K(\{x_{0}\})\to K(X)} 的余核（这里 {\displaystyle X\to \{x_{0}\}} 是常映射）。
当 X 是连通空间是，{\displaystyle {\tilde {K}}(X)\cong \operatorname {Ker} (K(X)\to {\check {H}}^{0}(X,\mathbb {Z} )=\mathbb {Z} )}。
函子 K 的定义扩张成紧空间的范畴偶（一个对象是一个偶 {\displaystyle (X,Y)}，{\displaystyle X} 紧而 {\displaystyle Y\subset X} 闭，{\displaystyle (X,Y)} 与 {\displaystyle (X',Y')} 间的态射是一个连续映射 {\displaystyle f:X\to X'} 使得 {\displaystyle f(Y)\subset Y'}）。
{\displaystyle K(X,Y):={\tilde {K}}(X/Y)}
约化 K-群有 {\displaystyle x_{0}=\{Y\}} 给出。
定义
{\displaystyle K_{\mathbb {C} }^{n}(X,Y)={\tilde {K}}_{\mathbb {C} }(S^{|n|}(X/Y)),}
对 {\displaystyle n\in \mathbb {Z} } 给出了 K-群序列，这里 S 表示约化纬垂。

## 性质
- {\displaystyle K^{n}} 是一个反变函子。
- {\displaystyle {\tilde {K}}} 的分类空间是 {\displaystyle BO_{k}}（复情形为 BO；复情形为 BU），即 {\displaystyle K_{k}(X)\cong [X,BO_{k}]}。
- {\displaystyle K} 的分类空间是 {\displaystyle \mathbb {Z} \times BO_{k}}（{\displaystyle \mathbb {Z} } 带着离散拓扑），即 {\displaystyle K_{k}(X)\cong [X,\mathbb {Z} \times BO_{k}]}。
- 存在一个自然环同态 {\displaystyle K^{*}(X)\to H^{2*}(X,\mathbb {Q} )}，陈特征标（英语：Chern character），使得 {\displaystyle K^{*}(X)\otimes \mathbb {Q} \to H^{2*}(X,\mathbb {Q} )} 是一个同构。
- 拓扑 K-理论可推广为 C*-代数上一个函子，参见算子K-理论与 KK-理论。

## 博特周期性
周期性现象冠以拉乌尔·博特之名（参见博特周期性定理），可作如下表述：
- {\displaystyle K(X\times S^{2})=K(X)\otimes K(S^{2}),} and {\displaystyle K(S^{2})=\mathbb {Z} [H]/(H-1)^{2};} 这里 {\displaystyle H} 是 {\displaystyle S^{2}=\mathbb {C} P^{1}} 上的重言丛类，即黎曼球面作为复射影直线。
- {\displaystyle {\tilde {K}}^{n+2}(X)={\tilde {K}}^{n}(X).}
- {\displaystyle \Omega ^{2}\mathrm {BU} \simeq \mathrm {BU} \times \mathbf {Z} .}

在实K-理论中有类似的周期性，不过是模 8。